# Zimmerbergtunnel
Der Zimmerbergtunnel ist ein 1984 Meter langer eingleisiger Eisenbahntunnel durch den Zimmerberg. Er liegt vollständig in der Gemeinde Horgen, im Schweizer Kanton Zürich.
Der Tunnel wurde am 1. Juni 1897 durch die Schweizerische Nordostbahn (NOB) als Teil der Bahnstrecke Thalwil–Zug, die als Zufahrt zur Gotthardbahn von Zürich aus dient, eröffnet. Heute gehört die Strecke den Schweizerischen Bundesbahnen (SBB). Die Zufahrtsstrecke von Zürich aus ist bis Horgen Oberdorf doppelspurig ausgebaut und wird in der gleichnamigen Bahnstation vor dem östlichen Tunnelportal einspurig. Beim Verlassen des westlichen Tunnelportals bei Sihlbrugg Station wird die Sihl überquert, die Sihltalbahn schloss sich kurz vor der namensgebenden Bahnstation an, die zugleich der Scheitelpunkt der Strecke ist. Kurz nach der Bahnstation verschwindet die Bahnstrecke im ebenfalls einspurigen Albistunnel.
Der einspurige Zimmerbergtunnel wie auch der anschliessende Albistunnel bilden einen Flaschenhals zwischen Zürich und Zug. Um diesen Engpass zu beseitigen, wurde der Zimmerberg-Basistunnel entworfen, der die Strecke durchgehend zweigleisig machen würde und zugleich die 13 Promille-Rampen auf der Zürcher Gotthardzufahrt beseitigen würde.